# Hruškasta mišica
Hruškasta mišica (latinsko musculus piriformis) je mišica iz skupine pelvitrohanternih mišic medenice. Izvira iz sprednje strani križnice ter se narašča na zgornji rob velike grče stegnenice.
Hruškasta mišica zunanje rotira kolčni sklep, sodeluje pri krčenju, primikanju, notranji rotaciji in iztezanju kolčnega sklepa. Pomembna je pri abdukciji v kolku pri flektiranem sklepu, saj skrbi za stabilizacijo medenice pri rotaciji trupa, ter zadrževanje ravnotežja medenice pri motnjah stabilnosti podporne ploskve.
Oživčuje jo živec plexus sacralis.